# Українські політичні організації в Російській імперії
Українські політичні організації в Російській імперії — політичні партії і громадсько-політичні об’єднання українців в Російській імперії.

## Політичні партії
- Революційна українська партія (заснована у 1900 р.)
- Українська народна партія (1902)
- Українська демократична партія (1904)
- Українська радикальна партія (1904)
- Українська соціал-демократична спілка (1904)
- Українська демократично-радикальна партія (1905)
- Українська соціал-демократична робітнича партія (1905)
- Українська партія соціалістів-революціонерів (1905)

## Громадсько-політичні та політичні об’єднання
- Новгород-Сіверський патріотичний гурток (1770-ті)
- Малоросійське таємне товариство (1821)
- Кирило-Мефодіївське братство (1845)
- Київська Громада (1861)
- Братство тарасівців (1891)
- Соціал-демократичний гурток Івана Стешенка (1893) й Лесі Українки (1896)
- Загальна українська безпартійна демократична організація (1897)
- Українська парламентська громада (1905)
- Товариство Українських Поступовців (1908)
- Союз визволення України (1914)